# Gerhard Friemel
Gerhard Friemel (* 17. September 1929) ist ein ehemaliger deutscher Fußballspieler. Für Mechanik/Motor Gera spielte er Anfang der 1950er-Jahre in der DDR-Oberliga, der höchsten Spielklasse im DDR-Fußball.

## Sportliche Laufbahn
Als in der DDR-Oberliga-Saison 1950/51 bei der Betriebssportgemeinschaft (BSG) Mechanik Gera nach dem 29. Spieltag der Stammspieler Helmut Pätzold für den Rest der Saison ausfiel, rückte der bisher nicht eingesetzte 21-jährige Gerhard Friemel nach und bestritt vom 21. Spieltag an als Mittelfeldspieler die restlichen sechs Punktspiele. In der Spielzeit 1951/52 gehörte Friemel von Beginn an zum Stammaufgebot der Geraer Oberligamannschaft, die nun als BSG Motor antrat. Von den 34 ausgetragenen Oberligaspielen absolvierte Friemel bis zum 29. Spieltag 28 Begegnungen. Im Gegensatz zur vorhergegangenen Saison spielte Friemel nun durchgehend als rechter Verteidiger. Nach seinem letzten Oberligaspiel Gera – Motor Zwickau (0:0) verließ Gerhard Friemel die DDR und ließ sich in Südwestdeutschland nieder. Dort bestritt er 1952/53 ein Spiel für den FK Pirmasens in der  Oberliga Südwest. Danach verschwand er aus dem höherklassigen Ligenbetrieb.